# Stina Nilssonová
Täpp Karin Stina Nilssonová, nepřechýleně Stina Nilsson (* 24. června 1993 Malung) je švédská běžkyně na lyžích a bývalá biatlonistka. V běhu na lyžích je olympijskou vítězkou a dvojnásobnou mistryní světa. V letech 2020–2024 se věnovala biatlonu. V dubnu 2024 oznámila návrat ke klasickému lyžování, když se rozhodla zaměřit se na dlouhé tratě.

## Sportovní kariéra

### Běh na lyžích
V běhu na lyžích byla hlavně specialistka na sprinterské tratě. Na Evropském olympijském festivalu mládeže v roce 2011 v Liberci vyhrála individuální závod ve sprintu. Na mistrovství světa juniorů v klasickém lyžování vyhrála sprint v letech 2012 i 2013, v roce 2013 přidala i zlatou medaili ze štafetového závodu. Na olympiádě 2014 v Soči získala spolu s Idou Ingemarsdotterovou bronz ve sprintu dvojic klasickou technikou. Na domácím mistrovství světa v klasickém lyžování 2015 ve Falunu získala tři stříbrné medaile: ve sprintu jednotlivkyň, v týmovém sprintu a ve štafetě 4×5 km. Ve své kariéře také vyhrála devět závodů Světového poháru a čtyři etapy Tour de Ski, v celkovém hodnocení Světového poháru byla v sezóně 2015/16 třetí ve sprintu a jedenáctá celkově. Na Tour de Ski obsadila celkově 24. místo v roce 2016 a 3. místo v roce 2017.

### Biatlon
V březnu 2020 oznámila po nevydařené sezóně způsobené zraněním, že chce s během skončit a přejít k biatlonu.
První mezinárodní závod absolvovala 14. ledna 2021 v IBU Cupu v německém Arberu, kde ve sprintu skončila na 99. místě, s pěti chybami na střelnici a téměř čtyřminutovou ztrátou na vítězku. Premiérově zavítala na biatlonové Mistrovství Evropy, kde zaznamenala 42. místo ve sprintu a v následném stíhacím závodě posun na 38. příčku. Nejlepšího výsledku v ročníku dosáhla jako členka ženské štafety v Breznu‑Osrblie, kde obsadila druhé místo.
V nejvyšším biatlonovém okruhu závodu – světovém poháru debutovala v březnu 2021 v domácím Östersundu. S jednou střeleckou chybou se umístila na 28. místě. V březnu 2022 se v Kontiolahti poprvé umístila ve světovém poháru na stupních vítězů, když skončila ve sprintu na třetím místě, pět vteřin za vítěznou Denise Herrmannovou.
V roce 2022 byla členkou švédského biatlonového týmu na pekingské olympiádě, kde se mohla stát první závodnicí, která získala zlatou olympijskou medailí v běhu na lyžích i v biatlonu. Nakonec však nenastoupila k žádnému závodu, když přednost dostaly ostatní švédské závodnice.
Po neúspěšných sezónách 2022/2023 a 2023/2024, kdy se především vinou nepřesné střelby v celkovém pořadí světového poháru umístila až v osmé desítce, oznámila v dubnu 2024 návrat k běžeckému lyžování.

## Výsledky v běhu na lyžích

### Výsledky ve Světovém poháru
| Sezóna  | Věk | Sezónní výsledky | Sezónní výsledky | Sezónní výsledky | Sezónní výsledky | Výsledky na Ski Tour | Výsledky na Ski Tour | Výsledky na Ski Tour | Výsledky na Ski Tour |
| Sezóna  | Věk | Celkově          | Distance         | Sprinty          | U23              | Nordic Opening       | Tour de Ski          | WC Final             | Ski Tour Kanada      |
| ------- | --- | ---------------- | ---------------- | ---------------- | ---------------- | -------------------- | -------------------- | -------------------- | -------------------- |
| 2011/12 | 18  | 93.              | —                | 63.              | —                | —                    | —                    | —                    | —                    |
| 2012/13 | 19  | 67.              | —                | 38.              | —                | —                    | —                    | —                    | —                    |
| 2013/14 | 20  | 35.              | 72.              | 12.              | —                | 52.                  | —                    | DNF                  | —                    |
| 2014/15 | 21  | 12.              | 41.              | 4.               | 1.               | 21.                  | DNF                  | —                    | —                    |
| 2015/16 | 22  | 11.              | 23.              | 3.               | 1.               | 2.                   | 24.                  | —                    | DNF                  |
| 2016/17 | 23  | 4.               | 6.               | 2.               | —                | 5.                   | 3.                   | 3.                   | —                    |
| 2017/18 | 24  | 12.              | 33.              | 2.               | —                | 7.                   | —                    | —                    | —                    |
| 2018/19 | 25  | 5.               | 20.              | 1.               | —                | 6.                   | DNF                  | 1.                   | —                    |
| 2019/20 | 26  | 29.              | 46.              | 16.              | —                | 11.                  | DNF                  | —                    | —                    |

### Výsledky na OH
| Rok  | Věk | 10 km | 15 km skiatlon | 30 km hromadný start | sprint | 4 × 5 km štafeta | sprint dvojic |
| ---- | --- | ----- | -------------- | -------------------- | ------ | ---------------- | ------------- |
| 2014 | 20  | —     | —              | —                    | 10.    | —                | 3.            |
| 2018 | 24  | —     | 10.            | 3.                   | 1.     | 2.               | 2.            |

### Výsledky na MS
| Rok  | Věk | 10 km | 15 km skiatlon | 30 km hromadný start | sprint | 4 × 5 km štafeta | sprint dvojic |
| ---- | --- | ----- | -------------- | -------------------- | ------ | ---------------- | ------------- |
| 2013 | 19  | —     | —              | —                    | 5.     | —                | —             |
| 2015 | 21  | —     | —              | —                    | 2.     | 2.               | 2.            |
| 2017 | 23  | 13.   | 26.            | —                    | 12.    | 2.               | 4.            |
| 2019 | 25  | —     | —              | —                    | 2.     | 1.               | 1.            |

## Výsledky v biatlonu

### Olympijské hry a mistrovství světa
| Sezóna  | Akce | Místo  | SP           | SZ           | HZ           | IZ           | ŠT           | SŠT          | SZD | Věk    |
| ------- | ---- | ------ | ------------ | ------------ | ------------ | ------------ | ------------ | ------------ | --- | ------ |
| 2021/22 | ZOH  | Peking | nestartovala | nestartovala | nestartovala | nestartovala | nestartovala | nestartovala | ×   | 28 let |

### Mistrovství Evropy
| Sezóna  | Akce | Místo          | SP  | SZ  | IZ  | SŠT | SZD | Věk    |
| ------- | ---- | -------------- | --- | --- | --- | --- | --- | ------ |
| 2020/21 | ME   | Dušníky        | 42. | 38. | –   | –   | –   | 27 let |
| 2022/23 | ME   | Lenzerheide    | 4.  | 5.  | 47. | 3.  | –   | 29 let |
| 2023/24 | ME   | Brezno‑Osrblie | 26. | 32. | 19. | –   | –   | 30 let |